# رينزو دي فيليس
رينزو دي فيليس (بالإيطالية: Renzo De Felice) (و. 1929 – 1996 م) هو مؤرخ، وكاتب إيطالي، ولد في رييتي، توفي في روما، عن عمر يناهز 67 عاماً.

## التعليم
تعلم في جامعة روما سابينزا.

## جوائز
حصل على جوائز منها:
- نيشان الاستحقاق الإيطالي للثقافة والفنون [الإنجليزية]‏
- نيشان الاستحقاق للجمهورية الإيطالية من رتبة الصليب الأعظم.

## روابط خارجية
- رينزو دي فيليس على موقع قاعدة بيانات الفيلم (الإنجليزية)